# Meatende
Meatende é um aplicativo destinado a facilitar o relacionamento entre consumidores e empresas no que diz respeito aos serviços de atendimento. Tornando-se o primeiro contact center via aplicativo móvel do Brasil. O Meatende foi criado no ano de 2014, fundada por Leduar Staniscia.

## História
Meatende a principal funcionalidade do aplicativo Meatende é permitir que o consumidor solicite o atendimento de uma determinada empresa diretamente a partir do aplicativo móvel.
Desta forma, ele deixa de ter que passar, obrigatoriamente, por uma série de etapas e atendentes dentro do sistema de atendimento convencional, feito através do telefone. Outro diferencial do Meatende é o fato dele ser completamente gratuito para os usuários.

## Sistemas Operacionais
O aplicativo Meatende ganhou versão para os dois sistemas operacionais mobile mais utilizados do mundo, o iOS, para os dispositivos da Apple e também o Android, sistema operacional utilizado por uma grande quantidade de marcas diferentes.
O funcionamento do aplicativo é muito simples, bastando apenas entrar no aplicativo e escolher com qual empresa ele deseja entrar em contato. Depois disso os usuários também deverão informar qual é o motivo do contato.

## References
1. ↑  «App gratuito Me Atende vence desafio de empreendedorismo no Brasil». convergenciadigital.uol.com.br
2. ↑  «Aplicativo vence na categoria Utilidade Pública no Prêmio Oi Tela Viva Móvel». callcenter.inf.br
3. ↑  «Aplicativo economiza tempo dos consumidores ligando no telefone da vivo.». noticias.r7.com
4. ↑  «Aplicativo Me Atende vence prêmio de conteúdo móvel na categoria Utilidade Pública». segs.com.br